# Erythroxylum ruizii
Erythroxylum ruizii es una especie de planta fanerógama perteneciente al género Erythroxylum. Es endémica de Ecuador, donde crece en áreas de transición entre la vegetación costera seca y húmeda. La especie está incluida en la Lista Roja de la Unión Internacional para la Conservación como una especie en peligro de extinción desde el año 2004.En la costa de Ecuador, la principal amenaza es la deforestación en curso. En Manabí la llaman coquito.

## Descripción
Es un arbusto o árbol.

### Especies similares
Erythroxylum ruizii comparte con E. plowmanianum estilos connatos en flores longístilas, un patrón similar de nervadura foliar y estípulas triangulares y coriáceas con 2 setas cortas. Los caracteres útiles para separar estas especies son:
- ápice del fruto redondeado en E. ruizii vs. acuminado en E. plowmanianum
- dos lóculos vacíos conspicuos en el fruto E. ruizii vs. solo uno e incipiente en E. plowmanianum
- hojas más anchas en E. ruizii [2,5–4,5 vs. (1,1)1,6–2,6 cm en E. plowmanianum].

## Distribución y hábitat
Crece en áreas de transición entre la vegetación costera seca y húmeda en Ecuador. Se sabe que ocurre en el Parque nacional Machalilla.

## Taxonomía
Erythroxylum ruizii fue descrita por el botánico alemán Carl Friedrich Philipp von Martius y publicado en Flora Brasiliensis 12(1): 152 en 1878.